# Lunar Aurora
Lunar Aurora – niemiecki zespół muzyczny wykonujący muzykę z gatunku ambient black metal. Założony został w 1994 w Rosenheim w Bawarii przez wokalistę / gitarzystę Benjamina „Aran” Königa oraz wokalistę / basistę Whyrhda. W ciągu 12 lat ukazały się 2 dema, 8 albumów długogrających oraz 2 splity. W 2006 roku działalność zespołu została zawieszona z przyczyn osobistych, po czym wznowiona pięć lat później. Pierwszym wydawnictwem po powrocie był album Hoagascht wydany 2 marca 2012 roku za pośrednictwem Cold Dimensions.

## Członkowie
- Aran - gitara, wokale (1994-), perkusja (2000-2001), wszystkie instrumenty (2007-)
- Whyrhd - gitara basowa (1994-2000), wokale (1994-2005, 2011-), gitara (2000-2005)

### Byli członkowie
- Nathaniel - perkusja (1996-1998)
- Biil - keyboard (1996)
- Sindar - keyboard, wokale (1998-2011), gitara basowa (2000-2011)
- Bernhard Klepper - perkusja (1999, 2000)
- Narg - perkusja (1999)
- Profanatitas - perkusja (2002-2005)
- Malphas - perkusja (2006)
- Skoarth - gitara (2006)

## Dyskografia

### Albumy
- Weltengänger (1996)
- Seelenfeuer (1998)
- Of Stargates and Bloodstained Celestial Spheres (1999)
- Ars Moriendi (2001)
- Elixir of Sorrow (2004)
- Zyklus (2004)
- Mond (2005)
- Andacht (2007)
- Hoagascht (2012)

### Dema
- A Wandering Winterdream Beneath the Cold Moon (1995)
- Auf dunklen Schwingen (1996)

### Splity
- Auf einer Wanderung / Durch goldene Sphären (z Secrets of the Moon, 1999)
- Paysage d’Hiver / Lunar Aurora (z Paysage d’Hiver, 2002)